# 三陰交穴
三陰交穴（さんいんこうけつ）は、足の太陰脾経に所属する6の経穴である。

## 部位
内果の上3寸に取穴する

## 名前の由来
足の太陰脾経、足の厥陰肝経、足の少陰腎経の三陰経が交会することから名づけられた。

## 効能
脾胃虚弱を抑えるツボと考えられ、下痢、消化不良に効く。婦人科疾患、下肢神経痛、排尿痛、シンスプリントに使われる。　